# 环球海底光缆
环球海底光缆（英語：Fiber-Optic Link Around the Globe）是一条连接英国、日本等国的海底光缆，总长28000千米，由Global Cloud Xchange负责运营管理。其从美国东海岸连接到日本。欧亚区段于90年代中期由海事电缆及无线电公司领头铺设，在2008年成为全球第四长光缆。1996年12月，《连线》杂志刊出一篇由尼尔·斯蒂芬森撰写之文章，以其欧亚区段为主题。

## 介绍
本光缆网络最早于1997年末投入对外使用。 使用同步光网络技术，可满足10 Gbps通信需求，负载120000音频信道传输超过27000千米。本光缆使用AT&T通信系统和KDD-Submarine线缆系统，使用了掺铒光放大器来维持光信号。其设计、研发、安装及营运均符合ISO 9000标准，能为大西洋欧洲侧至太平洋亚洲侧提供通信服务。
光缆登陆分为点对点直接连接，或者建立登陆站点用于连接多个光缆网络系统。总光缆长度有27000千米，其中包括路上过境光缆1020千米，而其中有6600千米的光缆只埋藏于海底地下一米的地方，通过潜水犁或者海底遥控埋藏器将光缆埋入海底中。通过若干年的发展，已经发展出多路冗余切换的能力，在陆地有两个过境登陆站点，一个在埃及，另一个泰国，有多条不同的连通线路，能允许在50毫秒间完成路由故障时的冗余线路快速切换。

## 分区与登陆点
整个网络由多个部分构成，以下为其分区和光缆登陆地：

### 欧亚段
欧亚段（FLAG Europe Asia，简称：FEA）是最早建成的第一个分区，于1997年11月22日投入使用。
登陆点有：
- 英国康沃尔郡Porthcurno（英语：Porthcurno）/Skewjack（英语：Skewjack）
- 西班牙安达卢西亚马拉加省埃斯特波纳
- 意大利西西里岛巴勒莫省巴勒莫
- 埃及
  - 亚历山大省亞歷山卓
  - 开罗
  - 苏伊士省苏伊士
- 约旦亞喀巴省亞喀巴
- 沙特阿拉伯麦加省吉达
- 阿拉伯联合酋长国富吉拉
- 印度马哈拉施特拉邦孟买
- 马来西亚槟城
- 泰国
  - 沙敦府沙敦
  - 宋卡府宋卡
- 香港大屿山银矿滩
- 中国大陆上海浦东新区
- 南韩庆尚南道巨濟市
- 日本
  - 神奈川县
    - 三浦市
    - 二宫町

### 大西洋段
大西洋段，全称为环球海底光缆大西洋1号（FLAG Atlantic 1，简称：FA-1），于2001年6月投入使用。由母公司为FLAG电信集团的FLAG太平洋分公司和GTS大西洋公司负责筹建。阿爾卡特海底網絡公司负责海缆铺设，预计投资110亿美元。为一个环状网络。
于2013年3月完成南环的技术升级，使用Ciena的设备，使其提升到每秒100Gbit的通信流量。
登陆点有：
- 美国
  - 纽约州
    - 纽约市
    - 蘇福克郡北点（英语：Northport,_New_York）
    - 納蘇縣岛屿公园（英语：Island_Park,_New_York）
- 英国
  - 康沃尔郡Porthcurno（英语：Porthcurno）/Skewjack（英语：Skewjack）
  - 伦敦
- 法国
  - 布列塔尼阿摩尔滨海省普莱兰
  - 巴黎

### 阿尔卡特朗讯光缆网络
阿尔卡特朗讯光缆网络（FLAG Alcatel-Lucent Optical Network，简称：FALCON），于2006年9月投入服务，用于连接波斯湾内若干国家。
2006年，肯尼亚数据网络公司计划修建新区段用于连接也门至蒙巴萨。
登陆点有：
- 埃及苏伊士省苏伊士
- 约旦亞喀巴省亞喀巴
- 沙特阿拉伯麦加省吉达
- 苏丹苏丹港
- 也门
  - 荷台达
  - 艾爾格哈達（英语：Al_Ghaydah）
- 阿曼
  - 马斯喀特
  - 海塞卜
- 阿拉伯联合酋长国迪拜
- 卡塔尔多哈
- 巴林麦纳麦
- 沙特阿拉伯寇巴尔
- 科威特科威特市
- 伊拉克
  - 法奥
  - 阿巴斯港
  - 恰赫巴哈爾
- 印度孟买

另外还有一段光缆系统区段，虽然不与本网络直接相连，但仍归入本网络中，登陆点有：
- 印度锡鲁万纳塔普拉姆
- 马尔代夫马累
- 斯里兰卡可伦坡

### 北亚环
北亚环（FLAG North Asia Loop，简称：FNAL），于2002年完成全段投入使用。
登陆点有：
- 香港大屿山塘福
- 台湾宜兰县头城镇
- 南韩釜山广域市
- 日本千叶县安房郡和田町（英语：Wada,_Chiba）

## 光缆中断
- 2006年12月至2007年1月期间，由于2006年恆春地震影响，包括本光缆的多条海底光缆在台湾东南地区附近受损中断，亚洲的互联网服务和金融交易——尤其是外汇市场——受到严重影响。[16][17][18]

- 2008年1月30日，本光缆及SEA-ME-WE 4在地中海段受到损害，导致来自中东和印度的互联网服务受到影响。[19]据BBC新闻网报告，来自埃及70%和来自印度60%的流量受到影响。[20]巴林、孟加拉国、科威特、巴基斯坦、卡塔尔、沙特阿拉伯及阿拉伯联合酋长国都有报告出现问题。[21]互联网运营商无法立即确认中断原因，事后也没有公布原因，只能根据网络流量记录得知发生在UTC4:30至8:00之间。[22]根据报道，怀疑是在亞歷山卓附近有船只抛锚导致光缆中断。[20][23]根据法新社，科威特政府将该事件归咎于“天气条件和海上交通”原因。[24]而纽约时报报道，损伤点在亚历山大至马赛之间。[25]埃及政府在所在水域发出禁止船只进入的限制。[26]

- 2008年1月31日，又再报告FALCON段在迪拜55千米外的光缆中断，[27][28]已先派出两艘修理船前往修理。[29]

- 2008年11月19日，包括本光缆和SEA-ME-WE 4, SEA-ME-WE 3的多条光缆在地中海的区段损坏导致中东及印度地区的互联网服务受到影响。[30]当时无法确认损坏原因，虽然马耳他附近曾检测到地震现象，[30]但怀疑是船只抛锚或者渔船拖网时将光缆损坏。[31]根据Reliance Globalcom的消息，断点位于亚历山大和巴勒莫之间，最终于格林威治时间2008年12月29日14:15完成修复，光缆通信恢复正常服务。[32]

- 2009年8月18日，由于台风莫拉克的影响而光缆受损，中国大陆的互联网服务受到影响。[33]

## 通信截取
在2014年披露出Skewjack是英国政府通信总部对Reliance Communications公司的国际互联网通信光缆进行信号情报截取的所在地，会将光缆通信的数据复制出来转发到GCHQ Bude用于英国政府的掌控互联网监听计划中。